# Apus
Genre
Le genre Apus regroupe 20 espèces de martinets de l'Ancien Monde, oiseaux de la famille des Apodidae (sous-famille des Apodinae).

## Liste des espèces
D'après la classification de référence (version 2.10, 2011) du Congrès ornithologique international (ordre phylogénique) :
- Apus alexandri – Martinet du Cap-Vert
- Apus apus – Martinet noir
- Apus unicolor – Martinet unicolore
- Apus niansae – Martinet du Nyanza
- Apus pallidus – Martinet pâle
- Apus barbatus – Martinet du Cap
- Apus balstoni – Martinet malgache
- Apus sladeniae – Martinet de Fernando Po
- Apus berliozi – Martinet de Berlioz
- Apus bradfieldi – Martinet de Bradfield
- Apus pacificus – Martinet de Sibérie
- Apus salimalii – Martinet de Salim Ali
- Apus leuconyx – Martinet de Blyth
- Apus cooki – Martinet de Cook
- Apus acuticauda – Martinet d'Assam
- Apus affinis – Martinet des maisons
- Apus nipalensis – Martinet malais
- Apus horus – Martinet horus
- Apus caffer – Martinet cafre
- Apus batesi – Martinet de Bates